# Telenomus tabanivorus
Telenomus tabanivorus är en stekelart som först beskrevs av William Harris Ashmead 1895.  Telenomus tabanivorus ingår i släktet Telenomus och familjen Scelionidae. Inga underarter finns listade i Catalogue of Life.